# 郑州院校列表
郑州院校列表主要罗列了郑州的高等教育和中等教育的学校。

## 高等教育

### 211工程院校
| 郑州大学 |

### 军事院校
| 中国人民解放军网络空间部队信息工程大学 | 中国人民解放军陆军兵种大学郑州校区 |

### 省属院校
| 郑州大学       | 河南工业大学         | 河南农业大学     | 华北水利水电大学 |
| 郑州轻工业大学 | 中原工学院           | 河南财经政法大学 | 河南中医药大学   |
| 河南警察学院   | 郑州航空工业管理学院 | 河南工程学院     | 郑州师范学院     |
| 河南教育学院   | 河南牧业经济学院     |                  |                  |

### 部属院校
| 铁道警官学院（公安部直属） |

### 二级学院（独立院校）
| 郑州大学升达经贸管理学院 | 郑州大学西亚斯国际学院 | 郑州大学体育学院     | 郑州大学佛罗里达国际学院       | 郑州工商学院 |
| 中原工学院信息商务学院   | 河南农业大学华豫学院   | 河南科技学院新科学院 | 河南大学（武装学院，软件学院） |              |

### 高职院校
| 郑州美术学院         | 黄河医学院               | 铁道警官高专         | 河南职工医学院       |
| 河南商业高专         | 郑州牧业工程高专         | 郑州电力高专         | 郑州旅游职业学院     |
| 郑州铁路职业技术学院 | 郑州职业技术学院         | 郑州交通职业学院     | 河南交通职业技术学院 |
| 河南艺术职业技术学院 | 郑州电子信息职业技术学院 | 郑州工业安全职业学院 | 郑州电力职业技术学院 |
| 郑州信息科技职业学院 | 郑州经贸职业学院         | 河南职业技术学院     | 河南质量工程职业学院 |
| 河南建筑职业技术学院 | 河南检察职业学院         | 河南司法警官职业学院 |                      |

### 民办高校（非独立学院）
| 黄河科技学院 | 中原文化艺术学院 | 郑州华信学院 | 郑州澍青医专 | 郑州科技学院 |

## 中等教育
本段列表列出的院校均为为市重点普通高级中学
| 郑州一中   | 郑州二中   | 郑州四中     | 郑州回民中学（回六） | 郑州七中           | 郑州九中       | 郑州十一中     | 郑州十二中     |
| 郑州十六中 | 郑州十九中 | 郑州四十七中 | 郑州市第一〇一中学   | 郑州市第一〇六中学 | 河南省实验中学 | 郑州外国语中学 | 郑州市实验中学 |
| 郑州中学   | 郑州五中   | 郑州龙湖一中 | 郑东新区外国语中学   | 郑州七十四中       |                |                |                |